# Jules Cantave
Jules Cantave, né à Saint-Marc en Haïti le 15 juillet 1943 est un magistrat haïtien, président de la Cour de cassation de 2015 à 2019.